# Жарынь
Жарынь — деревня в Смоленской области России, в Рославльском районе. Расположена в южной части области в 20 км к юго-востоку от Рославля, в 1,5 км к западу от автодороги А141 Орёл — Витебск. В 6 км к северо-востоку от деревни железнодорожная станция на линии Орёл – Рига. Население — 496 жителей (2007 год). Входит в состав Пригорьевского сельского поселения.

## История
Название произошло от слова гарь, жарь – выжигание леса на определённом участке.

## Экономика
Средняя школа, 1 фельдшерско-акушерский пункт, детский сад (закрыт), дом культуры, столовая(закрыта), почтовое отделение.

## Достопримечательности
- Древнейшее в смоленской области городище на правом берегу реки Прожёда
- Церковь Николая Чудотворца. Построена в конце 18 в. в стиле барокко.[1]
- Братская могила советских граждан, расстрелянных гитлеровцами в 1942 г.